# Лук дагестанский
Лук дагестанский (лат. Allium daghestanicum) — многолетнее травянистое растение, вид рода Лук (Allium) семейства Луковые (Alliaceae).

## Распространение и экология
В природе ареал вида охватывает Дагестан. Эндемик.
Произрастает высоко в горах.

## Ботаническое описание
Луковицы яйцевидно-ланцетные, прикреплены к корневищу, с серыми слегка сетчато-волокнистыми оболочками;
Листья короче стебля, толстые, плоские, желобчатые, шириной 4—5 мм.
Цветоносы неравные, в 4—6 раз длиннее цветков. Чехол короче цветоносов, с шиловидным окончанием. Зонтик малоцветковый, рыхлый. Листочки околоцветника розовые, длиной 5—7 мм, острые, яйцевидно-ланцетные, наружные ланцетные. Нити тычинок в полтора раза длиннее листочков околоцветника; пыльники тёмные. Столбик немного длиннее завязи.

## Таксономия
Вид Лук дагестанский входит в род Лук (Allium) семейства Луковые (Alliaceae) порядка Спаржецветные (Asparagales).
|  |                                      |  |                                                             |                                                             |                   |  | ещё 24 семейства (согласно Системе APG II) | ещё 24 семейства (согласно Системе APG II) |                      |  |  |  | ещё более 870 видов |
|  |                                      |  |                                                             |                                                             |                   |  | ещё 24 семейства (согласно Системе APG II) | ещё 24 семейства (согласно Системе APG II) |                      |  |  |  | ещё более 870 видов |
|  |                                      |  |                                                             | порядок Спаржецветные                                       |                   |  |                                            |                                            | род Лук              |  |  |  |                     |
|  |                                      |  |                                                             | порядок Спаржецветные                                       |                   |  |                                            |                                            | род Лук              |  |  |  |                     |
|  | отдел Цветковые, или Покрытосеменные |  |                                                             |                                                             | семейство Луковые |  |                                            |                                            | вид Лук дагестанский |  |  |  |                     |
|  | отдел Цветковые, или Покрытосеменные |  |                                                             |                                                             | семейство Луковые |  |                                            |                                            |                      |  |  |  |                     |
|  |                                      |  | ещё 44 порядка цветковых растений (согласно Системе APG II) | ещё 44 порядка цветковых растений (согласно Системе APG II) |                   |  |                                            | ещё около 300 родов                        | ещё около 300 родов  |  |  |  |                     |
|  |                                      |  |                                                             | ещё 44 порядка цветковых растений (согласно Системе APG II) |                   |  |                                            |                                            | ещё около 300 родов  |  |  |  |                     |